# Remi De Roo
Remi Joseph De Roo (Swan Lake (Manitoba), 24 februari 1924 – Victoria (Brits Columbia), 1 februari 2022) was een Canadese rooms-katholieke bisschop. Hij was van 1962 tot 1999 bisschop van het Canadese bisdom Victoria.

## Levensloop
Hij werd geboren in Canada in een gezin van Belgische ouders, die nog voor zijn geboorte van uit het Oost-Vlaamse Lembeke uitweken naar Canada. Aan de Universiteit van Manitoba behaalde De Roo een bachelor in de Latijnse filosofie. Nadien studeerde hij verder in Rome aan de Pauselijke Universiteit Sint Thomas van Aquino waar hij in 1952 een doctoraat in de theologie behaalde. Hij werd priester gewijd op 8 juni 1950 en tot bisschop van het bisdom Victoria (Victoria (Brits-Columbia)) benoemd op 14 december 1962. 
Als bisschop vertegenwoordigde hij zijn bisdom op het Tweede Vaticaans Concilie. Tijdens zijn bisschoppelijke opdracht was hij een groot verdediger van het sociaal handelen en de bevrijdingstheologie en verzette hij zich tegen de uitwassen van het kapitalisme. De Roo was de stuwende kracht achter de Canadese bisschoppelijke brief "Ethical Reflections on the Economic Crisis" die in 1983 werd gepubliceerd.
Hij bleef er in functie tot zijn emeritaat, dat inging op 18 maart 1999.
De Roo overleed op 1 februari 2022 in het verpleeghuis Mount St. Mary's in Victoria. Hij was 97 jaar oud.

## Verbod
In de zomer van 1999 werd hem door de pauselijke nuntius in Canada Luigi Bonazzi het verbod opgelegd het internationaal congres van gehuwde priesters bij te wonen. Hij moest zijn deelneming in Atlanta schrappen omdat zijn aanwezigheid alleen maar tot verwarring kon leiden.